# Lloyd Bridges
Lloyd Vernet Bridges (San Leandro, California, 15 de enero de 1913-Los Ángeles, 10 de marzo de 1998) fue un prolífico actor estadounidense; protagonizó muchas series de televisión y actuó en más de 150 películas.

## Biografía
Lloyd nació en San Leandro, California, hijo de Lloyd Vernet Bridges sénior, quien estaba dedicado a negocios hoteleros en California y dueño de un cine y su esposa Harriet Evelyn Brown. Sus padres eran originarios de Kansas y tenía ancestros ingleses. Se graduó en la Petaluma High School en 1930 y en Ciencias Políticas en UCLA (Universidad de California, Los Ángeles), donde fue miembro de la fraternidad Sigma Alpha Epsilon. Allí conoció a su futura esposa, Dorothy Dean Simpson, con la cual se casó en 1939 en la playa de San Peter.

### Carrera
Tuvo pequeños créditos en las películas Freshman Love (1936) y Dancing Feet (1936).

### Teatro
Hizo su debut en Broadway en 1937 en una pequeña producción del Otelo de Shakespeare protagonizada por Walter Huston y Brian Aherne. Bridges estuvo en the Ensemble. Hizo su aparición en Suzanna and the Elders (1940). En Hollywood tuvo un papel no acreditado en Northwest Passage (1940).

### Columbia Pictures
En 1940, empezó a trabajar en Columbia Pictures con pequeños papeles de característico por los que ganaba $75 a la semana.
Participó en The Lone Wolf Takes a Chance (1941), They Dare Not Love (1941), Doctor's Alibi (1941), Blue Clay (1941), Our Wife (1941), y I Was a Prisoner on Devil's Island (1941). En Here Comes Mr. Jordan (1941) Bridges era el piloto del avión en la escena del "cielo".
Bridge más tarde reflexionó: "No tenía la madurez suficiente para ser un protagonista masculino. Miraban por encima de mis hombros... parecía un chiquillo. Nunca pude entrar en la oficina de Harry Cohn [el jefe de los estudios Columbia]. Los mejores papeles eran para Glenn Ford y William Holden. Me pusieron en películas de serie B horribles, como Two Latins from Manhattan. Incluso hice un corto de Los tres chiflados. A veces aparecía en dos o tres películas por semana, lo que suponía un ritmo de trabajo muy duro".
Bridges participó en Harmon of Míchigan (1941) Two Latins from Manhattan (1941), Good Morning, Doctor (1941), Three Girls About Town (1941), Giants A'Fire (1941) (con un papel más importante), Sing for Your Supper (1941), Honolulu Lu (1941), Here I Come (1941), West of Tombstone (1942), Blondie Goes to College (1942), Cadets on Parade (1942), Shut My Big Mouth (1942), Canal Zone (1942), Tramp, Tramp, Tramp! (1942), North of the Rockies (1942), Alias Boston Blackie (1942), A Yank in Dutch (1942), Sweetheart of the Fleet (1942), Submarine Raider (1942), Next in Line (1942), Flight Lieutenant (1942), Atlantic Convoy (1942), The Talk of the Town (1942), Counter-Espionage (1942), A Man's World (1942), The Daring Young Man (1942), Fighting Spirit (1942), Stand By All Networks (1942), Pardon My Gun (1942), Underground Agent (1942), The Great Glover (1942, un cortometraje) y Commandos Strike at Dawn (1942).
También actuó en They Stooge to Conga (1943) con Los Tres Chiflados, City Without Men (1943), His Wedding Scare (1943, cortometraje), One Dangerous Night (1943), Destroyer (1943) con Glenn Ford y Passport to Suez (1943). Tuvo una buena participación en Sahara (1943) con Humphrey Bogart. Estuvo en Illegal Rights (1943), A Rookie's Cookie (1943, a cortometraje), The Heat's On (1943) con Mae West, The Crime Doctor's Strangest Case (1943), Once Upon a Time (1944), Fugitive from Time (1944), She's a Soldier Too (1944) y Luisiana Hayride (1944) (en el cuarto lugar de los títulos de crédito). Estuvo en RKO en The Master Race (1944), dirigida por Herbert Biberman, y en The Poisoner (1944).
Dejó Columbia Pictures durante la Segunda Guerra Mundial para alistarse en la Guardia Costera de los Estados Unidos. Después de licenciarse, regresó a la actuación. Los últimos años fue miembro del 11.º Distrito (con sede en California) del Cuerpo Auxiliar de la Guardia Costera, en el que promocionó varios servicios públicos para el mismo. Su aparición en Sea Hunt interpretando a Mike Nelson, donde lucía el uniforme de la Guardia Costera, lo hizo muy popular. Por este apoyo fue nombrado comodoro honorario. Los hijos de Bridges, Beau y Jeff, también sirvieron como reserva de la Guardia Costera.
En 1950 fue perseguido y acosado políticamente por el Comité de Actividades Antiestadounidenses y su nombre fue incluido en la famosa lista negra brevemente. 
En 1951 hizo su debut televisivo en un episodio de The Bigelow Theatre. Más tarde ganaría reconocimiento como Mike Nelson, el protagonista de la serie de televisión Sea Hunt, emitida desde 1958 a 1961. Por entonces también coescribió un libro sobre buceo titulado Mask and Flippers. Después pasó a presentar El show de Lloyd Bridges (1962-1963), que incluía apariciones de sus hijos Beau y Jeff.
El productor Gene Roddenberry le ofreció el papel del capitán Kirk, pero Bridges lo rechazó porque no deseaba trabajar en ciencia ficción; el papel terminaría interpretado por William Shatner. En cambio fue miembro regular del reparto de la serie The Loner (1965-1966).
A lo largo de la década de 1970 actuó en numerosas películas para televisión y miniseries.
Tuvo una actuación memorable en una de sus últimas películas, "Airplane!" (1980), su papel de piloto estresado es muy recordado por los cinéfilos a pesar de lo bizarro de este clásico de la comedia que parodiaba el cine de catástrofes popular en la década anterior. Esto hizo que se decantara por la comedia en sus últimas apariciones.  

## Vida personal
Bridges siempre estuvo en la polémica del medio ambiente, debido a que se inscribió a la asociación de los Océanos Americanos y ayuda a las Bahías.
Con su esposa Dorothy Bridges (1915-2009) renovó sus votos por su 50º aniversario de boda. Tuvieron cuatro hijos: los también actores Beau Bridges (1941) y Jeff Bridges (1949), una hija Lucinda (1953) y otro hijo, Garrett Myles Bridges, que falleció con pocos meses el 3 de agosto de 1948 de muerte súbita del lactante. Es el abuelo del también actor Jordan Bridges.
Murió por causas naturales el 10 de marzo de 1998, con 85 años.

## Filmografía
Como protagonista o coprotagonista:

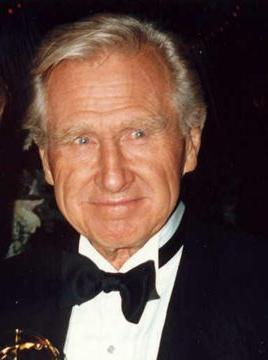
Bridges en 1992

| - Freshman Love (1936) - Dancing Feet (1936) - The Lone Wolf Takes a Chance (1941) - They Dare Not Love (1941) - The Medico of Painted Springs (1941) - The Son of Davy Crockett (1941) - Here Comes Mr. Jordan (1941) - Our Wife (1941) - Harmon of Michigan (1941) - Two Latins from Manhattan (1941) - You Belong to Me (1941) - Three Girls About Town (1941) - The Royal Mounted Patrol (1941) - Sing for Your Supper (1941) - Honolulu Lu (1941) - Harvard, Here I Come! (1941) - West of Tombstone (1942) - Blondie Goes to College (1942) - Cadets on Parade (1942) - Shut My Big Mouth (1942) - Canal Zone (1942) - Tramp, Tramp, Tramp (1942) - North of the Rockies (1942) - Alias Boston Blackie (1942) - The Wife Takes a Flyer (1942) - Sweetheart of the Fleet (1942) - Riders of the Northland (1942) - Flight Lieutenant (1942) - Atlantic Convoy (1942) - The Talk of the Town (1942) - A Man's World (1942) - The Spirit of Stanford (1942) - The Daring Young Man (1942) - Boston Blackie Goes Hollywood (1942) - Pardon My Gun (1942) - Underground Agent (1942) - Commandos Strike at Dawn (1943) - City Without Men (1943) - One Dangerous Night (1943) - Destroyer (1943) - Passport to Suez (1943) - Hail to the Rangers (1943) - Sahara (1943) - The Heat's On (1943) - There's Something About a Soldier (1943) - Crime Doctor's Strangest Case (1943) - Once Upon a Time (1944) - She's a Soldier Too (1944) - Louisiana Hayride (1944) - The Master Race (1944) - Saddle Leather Law (1944) - Secret Agent X-9 (1945) - Strange Confession (1945) - A Walk in the Sun (1945) - Abilene Town (1946) - Miss Susie Sagle's (1946) - Canyon Passage (1946) - Ramrod (1947) - The Trouble with Women (1947) | - Thunderbolt (1947) - Unconquered (1947) - Secret Service Investigator (1948) - 16 Fathoms Deep (1948) - Moonrise (1948) - Hideout (1949) - Red Canyon (1949) - Home of the Brave (1949) - Calamity Jane and Sam Bass (1949) - Trapped (1949) - Colt .45 (1950) - Rocketship X-M (1950) - The White Tower (1950) - The Sound of Fury (1950) - Little Big Horn (1951) - Three Steps North (1951) - High Noon (1952) - Plymouth Adventure (1952) - Last of the Comanches (1953) - The Tall Texan (1953) - The Kid from Left Field (1953) - City of Bad Men (1953) - The Limping Man (1953) - Pride of the Blue Grass (1954) - The Deadly Game (1954) - Wichita (1955) - Apache Woman (1955) - Wetbacks (1956) - The Rainmaker (1956) - Ride Out for Revenge (1957) - The Goddess (1958) - A Pair of Boots (1962) - Around the World Under the Sea (1966) - Daring game (1968) - Attack on the Iron Coast (1968) - The Happy Ending (1969) - Scuba (1972) (documental, narrador) - To Find a Man (1972) - Running Wild (1973) - The Fifth Musketeer (1979) - Bear Island (1979) - Airplane! (1980) - Airplane II: The Sequel (1982) - Weekend Warriors (1987) - The Wild Pair (1987) - Tucker: The Man and His Dream (1988) - Winter People (1989) - Cousins (1989) - Joe Versus the Volcano (1990) - Hot Shots! (1991) - Honey, I Blew Up the Kid (1992) - Earth and the American Dream (1992) (documental, narrador) - Mr. Bluesman (1993) - Hot Shots! Part Deux (1993) - Blown Away (1994) - Jane Austen's Mafia! (1998) - Meeting Daddy (2000) - From Russia to Hollywood: The 100-Year Odyssey of Chekhov and Shdanoff (2002) |

Apariciones cortas:
- The Great Glover (1942)
- They Stooge to Conga (1943)
- A Rookie's Cookie (1943)
- His Wedding Scare (1943)
- Mr. Whitney Had a Notion (1949)
- My Daddy Can Lick Your Daddy (1962)
- The World of Inner Space (1966)
- I Am Joe's Heart (1987) (voice)

## Participación en la televisión
- Sea Hunt (1957-1961)
- The Lloyd Bridges Show (1962-1963)
- The Loner (1965-1966)
- A Case of Libel (1968)
- Lost Fight (1969)
- Silent Night, Lonely Night (1969)
- The Silent Gun (1969)
- The Love War (1970)
- San Francisco International Airport (1970-1971)
- Do You Take This Stranger? (1971)
- A Tattered Web (1971)
- Deadly Dream (1971)
- Water World (1972-1975) (narrador)
- Haunts of the Very Rich (1972)
- Trouble Comes to Town (1973)
- Crime Club (1973)
- Death Race (1973)
- Benjamin Franklin (1974) (miniseries)
- The Whirlwind (1974)
- Stowaway to the Moon (1975)
- Cop on the Beat (1975)
- Joe Forrester (1975-1976)
- Force of Evil (1977)
- Roots (1977) (miniseries)
- Telethon (1977)
- Shimmering Light (1978)
- Battlestar Galactica (1978 TV series) (Commander Cain)
- Dress Gray (1986) (miniseries)
- "The Outer Limits" .... Padre del Dr. Simon Kress, interpretado por su hijo Beau Bridges (1 episode, 1995)
- Seinfeld (1997) (Izzy Mandelbaum)